# Terny

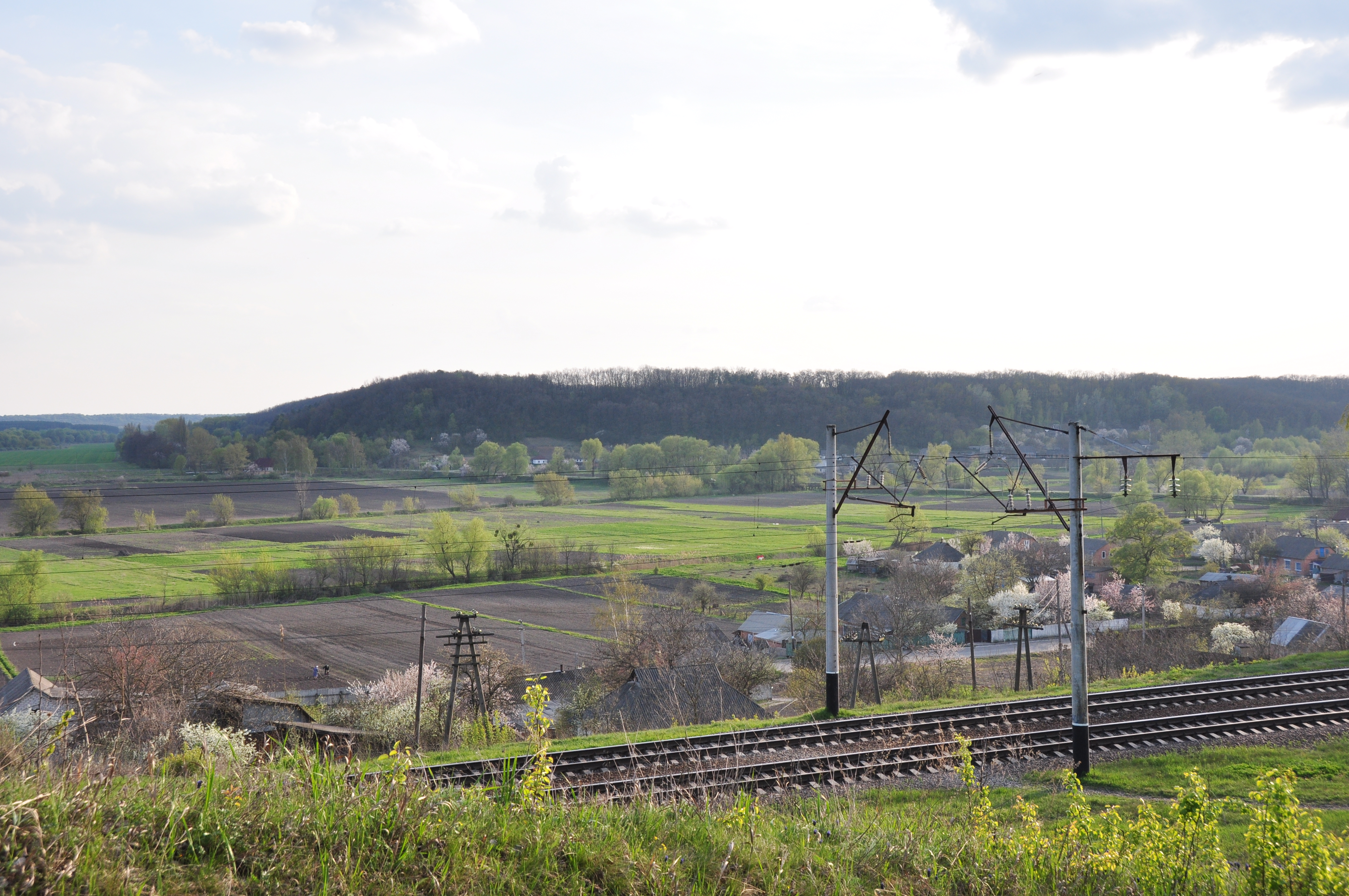
Widok wioski z północy

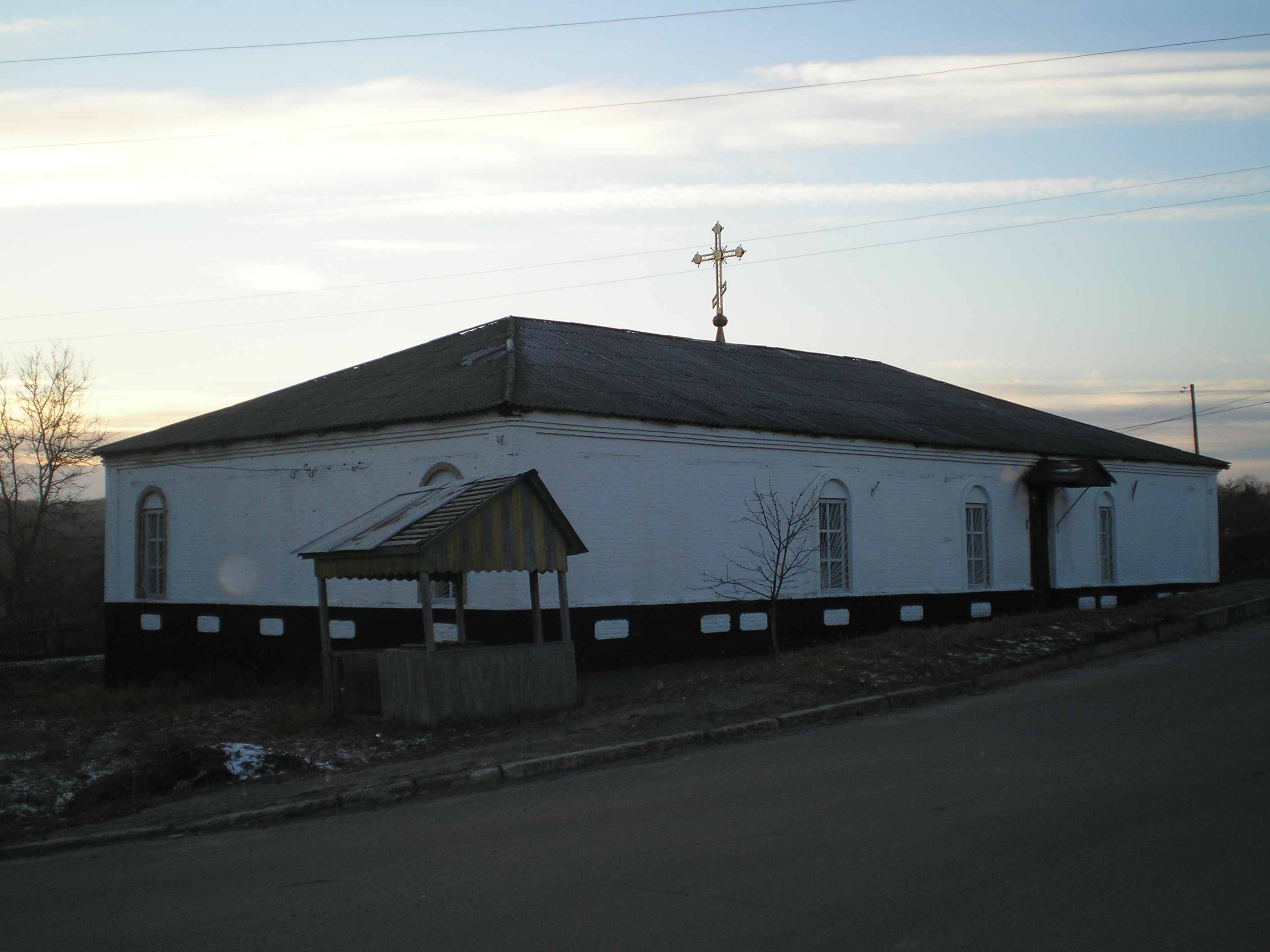
Cerkiew pod wyzwaniem św. ap. Jana Ewangelisty

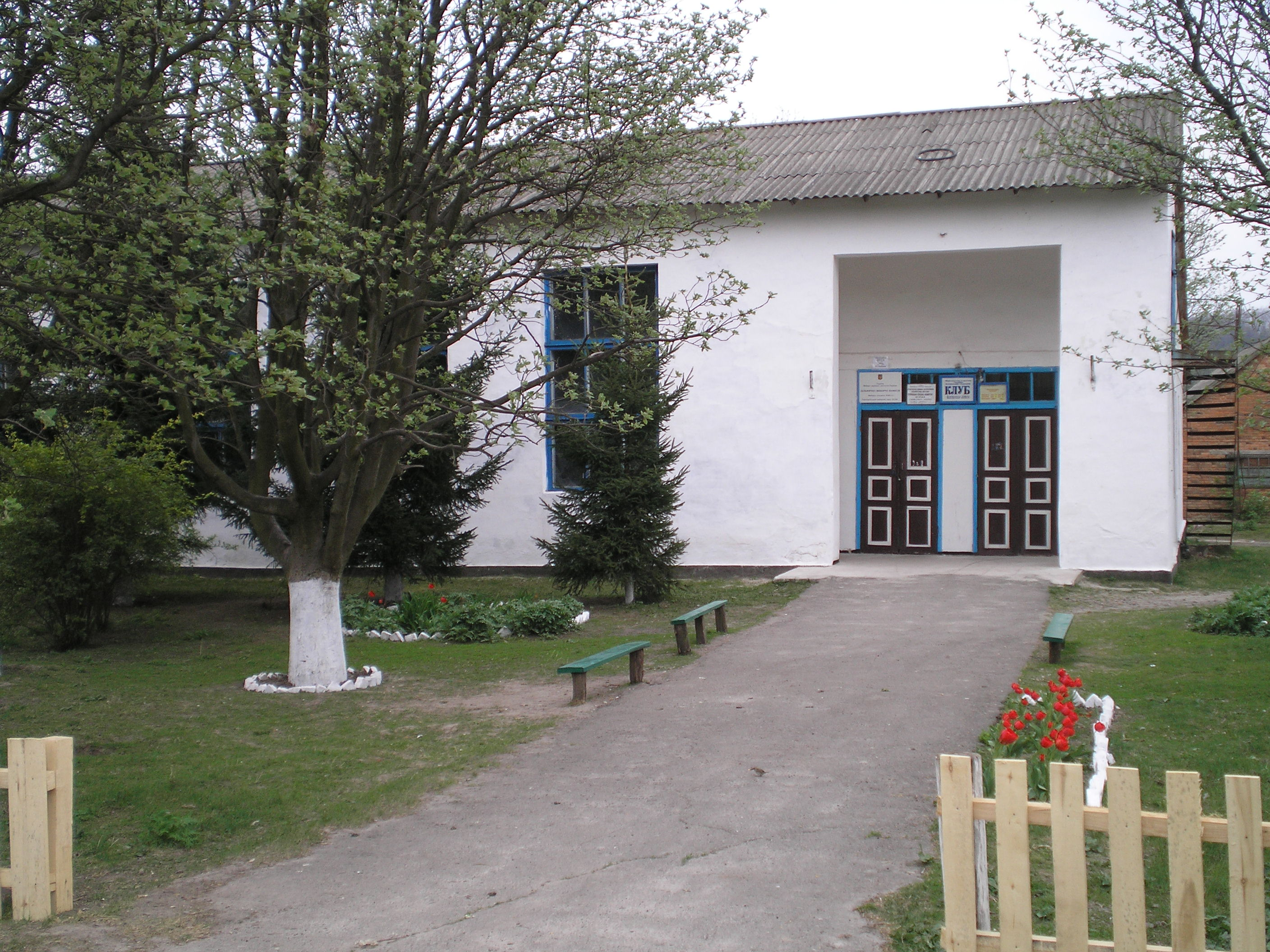
Wiejski Dom Kultury

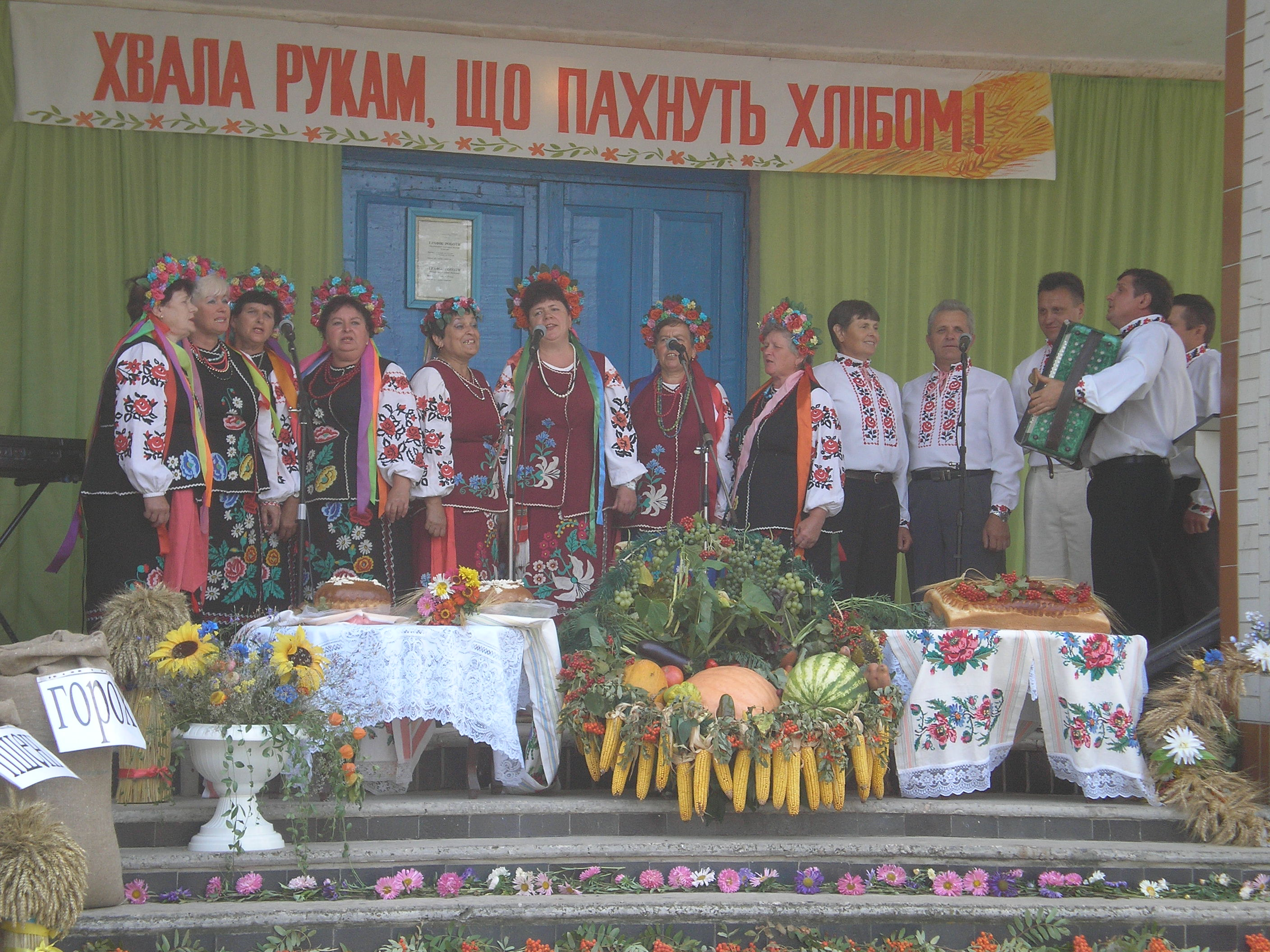
Zespół „Terniwczanka”

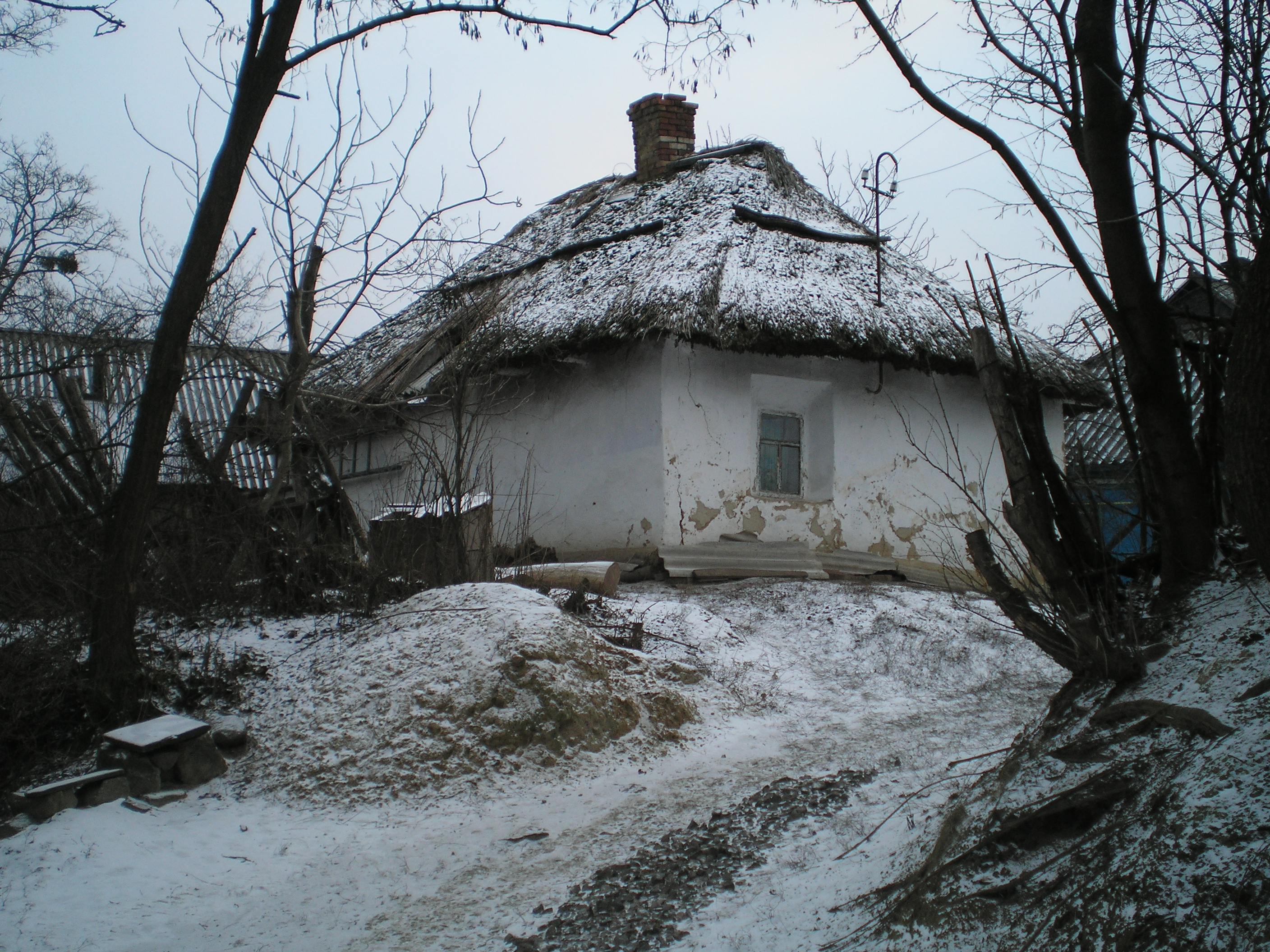
Jedna z ostatnich ternowskich mazanek

Terny (ukr. Терни́) – wieś na Ukrainie, w obwodzie połtawskim, w rejonie łubieńskim, w silskiej radzie Mychniwci. W 2001 r. liczyła 471 mieszkańców.

## Położenie
Wioska jest położona na prawym brzegu rzeki Suła i na obu brzegach jej dopływu – Bułatca. Na północy graniczy z miastem Łubnie, na południe w odległości ok. 2 km znajduje się wieś Wiaziwok, na wschodzie za Sułą – wsie Zasulla i Sołonyca, na zachodzie – Kononiwka і Czudniwci. Odległość od Kijowa – ok. 200 km, od Połtawy – ok. 150 km.
W Ternach są 2 większe jeziora przyrzeczne, częściowo wysychające latem – Murne i Krywe. Najstarsza część wsi jest położona nad jeziorem Murnym.

## Transport
Przez wieś przechodzi Kolej Południowa, która łączy największe miasta Ukrainy – Kijów i Charków. We wsi znajduje się przystanek kolejowy Terny. Wieś ma regularne połączenie autobusowe z miastem Łubnie.

## Pochodzenie nazwy
Nazwa wsi pochodzi od licznych w jej okolicach zarośli tarniny (ukr. терен)

## Obiekty kultu
Od 2011 r. w Ternach działa cerkiew pod wyzwaniem św. apostoła i ewangelisty Jana (eparchia krzemieńczucka Ukraińskiego Kościoła Prawosławnego Patriarchatu Moskiewskiego). Dzień patrona wsi jest obchodzony 21 maja.
Cerkiew mieści się w przystosowanym pomieszczeniu, wcześniej była w tym budynku szkoła podstawowa.

## Obiekty socjalne
W Ternach działa Wiejski Dom Kultury, Wiejski punkt pomocy medycznej. Przy Domu Kultury działa amatorski zespół pieśni ludowej „Terniwczanka”

## Ludność
Zdecydowaną większość mieszkańców stanowią Ukraińcy wyznania prawosławnego. Większość mieszkańców zatrudniona jest w sąsiednich Łubniach.

## Historia wsi
Najstarsza polska mapa, na której jest zaznaczona wioska Ternyj nad rzeką Bulatec (Atlas historyczny Rzeczypospolitej Polskiej „Ziemie Ruskie” Rzeczypospolitej) pochodzi z przełomu XVI-XVII wieków.
Za czasów Jeremiego Wiśniowieckiego Terny należały łubieńskiemu klasztorowi bernardynów. Zakonnicy katoliccy założyli w Ternach ogród na powierzchni 12 dziesięcin. Po opuszczeniu Łubien przez Jeremiego Wiśniowieckiego, Terny według uniwersału Bohdana Chmielnickiego 1657 r. przekazano Monasterowi Mgarskiemu.
W 1721 r. jednocześnie z fundacją przez Piotra I polowej apteki w Łubniach, założono w Ternach i Łubniach dwa „ogrody apteczne”, które miały ogólną powierzchnie 50 dziesięcin.
1781 r. Terny wspominane są jako wieś bez cerkwi (деревня), która liczyła 30 chat, a w roku 1787 – 134 dusz „państwowych ludzi”
1880 r. na prośbę Departamentu Rolnictwa K. М. Skarżyńska przekazała 30 dziesięcin ziemi w Ternach dla budownictwa szkoły rolniczej, która zaczęła działać od roku 1891, a w 1929 r. przekształcona została w Technikum roślin leczniczych i aromatycznych, a w roku 1950 – w technikum leśne.
Według V. P. Miloradowicza w roku 1903 we wsi Terny parafii Wiazowieckiej było 335 mieszkańców

## Osoby związane z wsią
W Ternach urodziła się ukraińska poetka Natalia Bakłaj (ukr. Наталія Баклай)